# Liste des évêques de Kafanchan

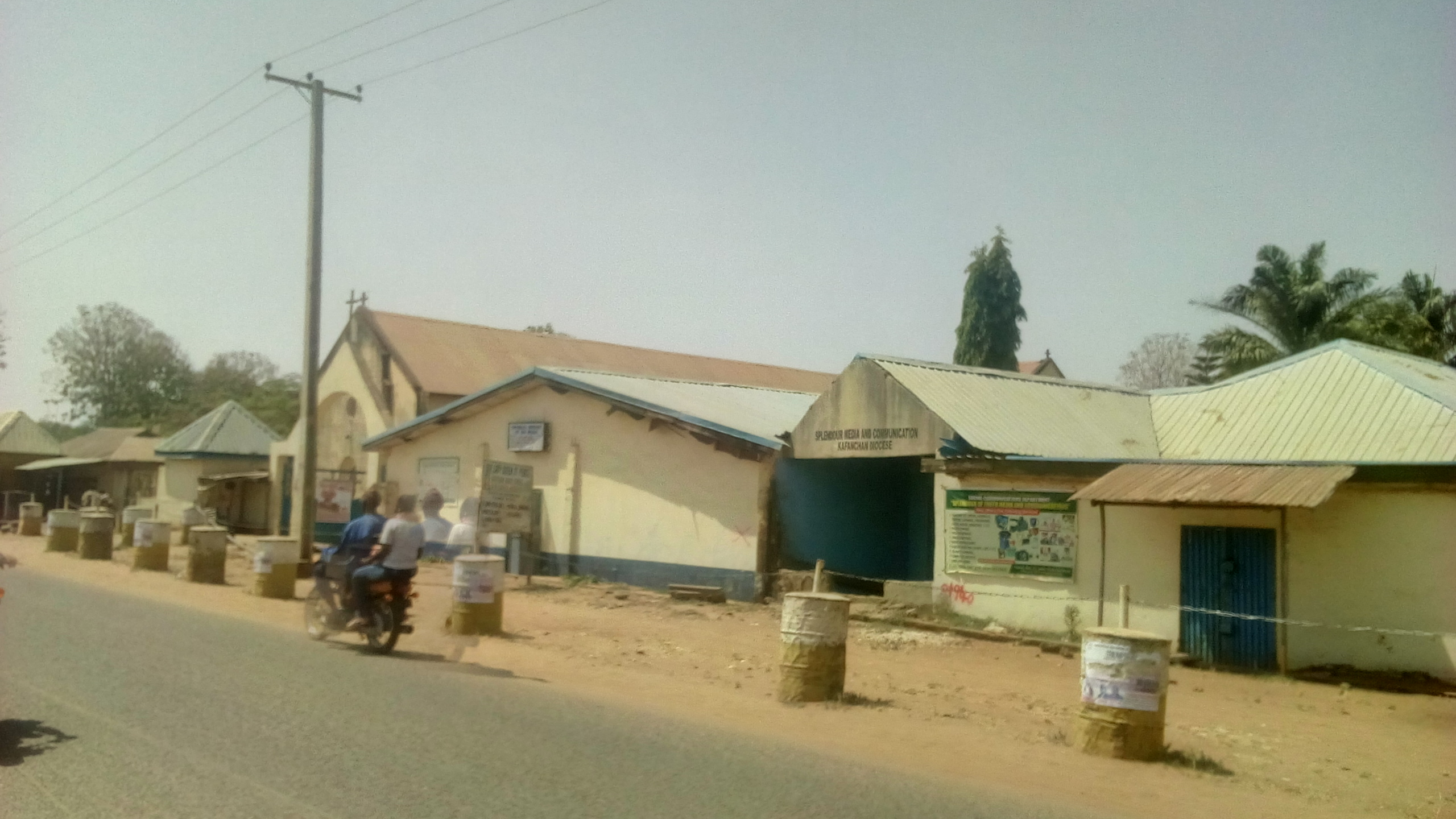
La première église catholique de Kafanchan et la librairie adjacente au diocèse catholique de Kafanchan.

La liste des évêques de Kafanchan recense les noms des évêques qui se sont succédé sur le siège épiscopal de Kafanchan au Nigéria depuis la création du diocèse de Kafanchan (Dioecesis Kafancanus) le 10 juillet 1995 par détachement des diocèses de Jos et de Kaduna.

## Sont évêques
- 10 juillet 1995 - †27 février 2018 : Joseph Bagobiri (Joseph Danlami Bagobiri)
- depuis le 12 décembre 2019 : Julius Yakubu Kundi

## Sources
- Page du diocèse sur catholic-hierarchy.org